# Phonoi
Dans la mythologie grecque, les Phonoi (grec Ancien: Φονος; singulier: Phonos) étaient des personnifications masculines du meurtre. 

## Famille
Dans la Théogonie d'Hésiode, ce dernier mentionne leur mère: Eris (la Discorde), et leurs frères et sœurs: Ponos (le Labeur), Léthé (l'Oubli), Limos (la Famine), les Algoï (les Douleurs), les Hysmninaï (les Batailles), les Makhaï (les Guerres), les Androktasiaï (les Massacres), les Neikea (les Querelles), les Pseudeïs Logoï (les Paroles mensongères), les Amphillogiaï (les Disputes), Dysnomia (l'Anarchie), Até (la Ruine) et Horkos (le Serment).

## Mentions
Dans le poème épique le Bouclier d'Héraclès, attribué à Hésiode, Phonos (au singulier) est l'une des nombreuses figures, représentées sur le bouclier d'Héraclès.